# Catostemma durifolius
Catostemma durifolius là một loài thực vật có hoa trong họ Cẩm quỳ. Loài này được W.S.Alverson mô tả khoa học đầu tiên năm 1994.